# İlker Karakaş
İlker Karakaş (* 11. Januar 1999 in İzmit) ist ein türkischer Fußballspieler.

## Karriere

### Verein
Karakaş begann er mit dem Vereinsfußball in der Jugend von Gençlerbirliği Ankara und erhielt hier im Januar 2018 einen Profivertrag. Drei Monate später gab er in der Ligabegegnung vom 15. April 2018 gegen Kayserispor sein Profidebüt. Für die Spielzeit 2018/19 wurde er an den Drittligisten Hacettepe SK, dem Zweitverein der Hauptstädter, ausgeliehen.

### Nationalmannschaft
Karakaş startete seine Nationalmannschaftskarriere im Januar 2014 mit einem Einsatz für die türkische U-15-Nationalmannschaft. Später spielte er auch für die U-16- und die U-19-Nationalmannschaften der Türkei. Mit der U-19 nahm er an der U-19-Fußball-Europameisterschaft 2018 teil.

## Erfolge
Mit der türkischen U-19-Nationalmannschaft
- Teilnehmer der U-19-Europameisterschaft: 2018